# Гитартхасанграха
Гитартхасамхграха (IAST: Bhagavadgītārtha-saṃgraha или IAST: Gītārtha-saṃgraha — «Конспективное собрание смыслов „Гиты“») — комментарий к Бхагавад-гите, написанный в VII—IX веках одним из авторитетнейших философов Кашмирского шиваизма — Абхинавагуптой.

## Описание
В индуизме Бхагавад-гита является важным религиозно-философским произведением, который является каноническо-доктринальным для значительной части школ и направлений индуизма. Достаточно сказать, что Бхагавад-гита входит в т. н. канон Прастханатрайи — наряду с Веданта-сутрами и Мукхья-упанишадами — и любая философская школа или традиция, претендующая на более-менее значимое место среди других школ, обязательно имеет как минимум один комментарий к ней. Самым первым комментарием к Бхагавад-гите принято считать комментарий Шанкары.
Для традиции Кашмирского шиваизма Бхагавад-гита не является важным, основополагающим текстом. Однако сама текстологическая структура памятника, его философская канва и последовательность изложения религиозно-философских взглядов очень удобна для всеобъемлющего описания и изложения школьных воззрений комментаторов. Вероятно, именно по этой причине в среде кашмирских шиваитов было написано несколько весьма интересных комментариев. Самый первый из них принадлежит Васугупте — комментарий «Гитатика», или «Васавитика» (не сохранился) — исторического родоначальника традиции Кашмирского шиваизма, автора его основного философско-мистического текста — «Шива-сутр». Другой важный комментарий — «Сарватобхадра» принадлежит Рамакантхе (конец IX в.). Существует чрезвычайно интересный комментарий Анандавардханы. Существуют также и другие комментарии кашмирских авторов, принадлежащих иным религиозным направлениям индуизма (в основном, кашмирских вайшнавов), испытывавших на себе влияние кашмирских шиваитов. Многие из этих комментариев помимо свежести и оригинальности идей и манеры изложения отличаются несомненными литературными достоинствами и тонким чувством стиля.
Отличительной особенностью кашмирской редакции Бхагавад-гиты является то, что эта редакция отличается от общераспространённой редакции Шанкары и которую уже неоднократно переводили на русский язык:
- Кашмирская версия больше версии Шанкары на 15 шлок.
- В кашмирской версии есть ряд текстологический отличий и разночтений в употреблении грамматических форм.

Текстологические особенности двух редакций «Гиты» были подробно проанализированы в работах Отто Фон Шредера и индийского ученого С. К. Белвалкара.
Гитартхасанграха стоит особняком среди работ Абхинавагупты. Не типичность и особенность это текста заключается в том, что текст Бхагавад-гиты, обычно устойчиво ассоциирующийся с традицией и философией вишнуизма, попадает в поле интересов философа-шиваита, который, в свою очередь, предлагает довольно необычную интерпретацию памятника — он выдвигает на первый план прежде всего эзотерическое прочтение текста, вскрывает внутренние, глубинные смысловые пласты Бхагавад-гиты и рассматривает их как неотъемлемую часть собственной традиции и собственную традицию он видит как тайное учение, сокрытое в самой Бхагавад-гите. Так же, по ходу комментария, он ведет скрытую полемику с другими комментаторами, прежде всего с Шанкарой, а также шиваитами-дуалистами и некоторыми вайшнавскими комментаторами, чьи комментарии очевидно были ему знакомы и составляли тогдашний философский «мейнстрим».
Ещё одной отличительной особенностью Гитартхасанграхи от всех других комментариев служат краткие, в стиле сутр, резюмирующие каждую главу строфы, в которых Абхинавагупта в афористической форме выражает самую суть урока, получаемого в процессе усвоения текста главы.
При этом Абхинавагупта ни в коем случае не считает себя автором, который стремится донести новое оригинальное прочтение Бхагавад-гиты — в соответствии с традицией парампары, он считает себя лишь тем, кто в письменной форме закрепляет устные наставления одного из своих учителей — Индураджи Бхатты.

## Переводы, исследования

Обложка Гитартхасанграхи на английском языке в переводе Бориса Марджановича издания 2004 года.

Одним из первых печатных изданий Гитартхасанграхи было её отдельное издание в 1933 г. одним известнейших учителей и адептов кашмирского шиваизма XX-го века, Свами Лакшманом Джу (1907—1992). Это издание было снабжено переводом на хинди и необходимыми редакторскими комментариями. Впоследствии текст Гитартхасанграхи неоднократно переиздавался в Индии в многочисленных собраниях традиционных комментариев к Бхагавад-гите.
Существуют два перевода текста Гитартхасанграхи на английский язык: первый был сделан в 1985 г. С. Шанкаранараяном; второй — Борисом Морджановичем.
В 2009 году в издательстве «Ганга» в Москве вышел перевод на русский язык Ерченкова О. Н. Перевод снабжён кратким предисловием, комментариями, словарями имён и терминов и тремя приложениями:
Приложение 1. Сваччханда Тантра. Глава 7 (шлоки 1-174).
Приложение 2. Краткое описание 36 таттв кашмирского шиваизма.
Приложение 3. Стадии медитации на звуке ОМ.